# АЛ-41Ф
«АЛ-41Ф» — советский/российский авиационный высокотемпературный турбореактивный двухконтурный двигатель с форсажной камерой, разработанный НПО «Сатурн» для перспективных истребителей пятого поколения. Обладает изменяемой степенью двухконтурности, что позволяет развивать бо́льшую скорость без использования форсажа.

## Разработка
Разработка двигателя для истребителей пятого поколения началась в 1982 году. Двигатель прошел испытания, было построено 28 штук, 17 из которых поддерживаются в рабочем состоянии.
Изначально двигатель предназначался для истребителей проекта МиГ 1.44 и удовлетворяет всем требованиям к двигателю для истребителя пятого поколения — легкий, экономичный, надежный, имеет высокую тягу и позволяет развивать сверхзвуковую скорость без использования форсажа, для чего была реализована изменяемая степень двухконтурности. Проект МиГ 1.44 был закрыт, поэтому в серию двигатель так и не пошел.

## Варианты
- АЛ-41Ф — базовый вариант
- АЛ-41Ф1 — двигатель первого этапа уменьшенного размера со всеракурсным управлением вектором тяги
- АЛ-41Ф2 — модернизированный двигатель
- АЛ-41ФА — двигатель для истребителей пятого поколения размерности АЛ-31Ф[1]

### АЛ-41Ф1
Для новых истребителей пятого поколения Су-57 двигатель АЛ-41Ф не подошел из-за слишком больших габаритов, поэтому на основе АЛ-41Ф, а также АЛ-31Ф и АЛ-31ФП был создан двигатель так называемого «первого этапа» — АЛ-41Ф1 или «Изделие 117» с меньшими размерами и, как следствие, меньшей тягой — 15000 кгс против 18000 кгс у АЛ-41Ф (опытно производился в 90-е годы), однако, по сравнению с АЛ-31Ф и АЛ-31ФП, тяга выросла на 2500 кгс. Несмотря на схожую с АЛ-31Ф схему, двигатель АЛ-41Ф1 на 80% состоит из новых деталей. Из отличительных особенностей двигателя «Изделие 117» стоит отметить плазменную систему зажигания, всеракурсное управление вектором тяги (±20° в плоскости, ±16° в любом направлении) и полностью цифровую систему управления, включающую в себя лишь один гидравлический центробежный регулятор, благодаря которому, в случае отказа всей электроники, самолёт сможет вернуться на базу на пониженном режиме.